# Amira Elmissiry
Amira Elmissiry-Sulai (* 1982) ist eine simbabwische Juristin, die als Bankmanagerin bei der Afrikanischen Entwicklungsbank in der ivorischen Hauptstadt Abidjan tätig ist.

## Ausbildung
Amira Elmissiry begann 2000 ihr Jurastudium an der walisischen Cardiff University. 2004 erhielt sie ihren Abschluss als Bachelor of Laws (LLB). Von 2004 bis 2006 studierte sie an der Inns of Court School of Law (heute City Law School, juristische Fakultät der City University London), wo sie den Bar Professional Training Course besuchte. 2006 erhielt sie die Zulassung als Barrister im Vereinigten Königreich. Sie setzte ihre Ausbildung an der City Law School fort und schloss diese 2009 als Master of Laws (LLM) mit Spezialisierung für Restorative Justice ab. 2016 schrieb sie sich an der African Leadership University (ALU) ein, 2018 erwarb sie den Master of Business Administration (MBA).

## Karriere
Von 2005 bis 2007 arbeitete sie als Programm-Managerin und Forschungsbeauftragte bei der NGO Initiatives of Change International, für die sie abwechselnd in London und Genf tätig war. Von 2007 bis 2008 leitete sie ein Projekt an der University of the Witwatersrand, das von der Deutschen Gesellschaft für Internationale Zusammenarbeit und der Entwicklungsgemeinschaft des südlichen Afrika getragen wurde und durch den Einsatz von Theater-Vorführungen (Drama for Life) der AIDS-Aufklärung diente.
Im August 2009 wechselte sie zur Afrikanischen Entwicklungsbank (AfDB) in Tunis, wo sie bis 2010 als Assistentin des Generalsekretärs tätig war. Danach wurde sie Investmentberaterin im Privatkundengeschäft und arbeitete in der Abteilung für Mikrofinanz. Sie wurde schließlich zur leitenden Rechtsberaterin im Privatkundengeschäft befördert und war in dieser Position bis 2014 tätig.
Im April 2014 wechselte Elmissiry nach Abidjan und wurde zur Sonderberaterin des Präsidenten der AfDB Donald Kaberuka ernannt. Seit 2016 ist sie Leiterin der Abteilungen Eigenkapitalbereich und Katalytisches Investment im Privatkundenbereich.

## Würdigungen
- 2014 Nennung als eine von „The 20 Youngest Power Women In Africa 2014“ durch das Forbes Magazine[7]
- 2015 Africa Youth Award als Public Servant of the Year[8]
- 2015 bis 2018 Nennung als eine der Top 100 Economic Leaders of Africa durch Choiseul 100 Africa[9]
- 2017 Nennung als eine der 100 Global Most Influential People of African Descent Under 40 (MIPAD)[10]

## Privates
Sie ist mit Elisha Sulai verheiratet, der ebenfalls bei der Afrikanischen Entwicklungsbank beschäftigt ist.

## Quellnachweise
1. ↑  https://www.linkedin.com/in/amiraelmissiry abgerufen am 24. Juli 2019
2. ↑  https://www.skillsportal.co.za/content/sadc-students-use-drama-aids-education abgerufen am 24. Juli 2019
3. ↑  https://www.linkedin.com/in/amiraelmissiry abgerufen am 24. Juli 2019
4. ↑  https://www.linkedin.com/in/amiraelmissiry abgerufen am 24. Juli 2019
5. ↑  Mfonobong Nsehe: The 20 Youngest Power Women In Africa 2014. Forbes.com, 4. Dezember 2014, abgerufen am 23. November 2017.
6. ↑  https://www.linkedin.com/in/amiraelmissiry abgerufen am 24. Juli 2019
7. ↑  Mfonobong Nsehe: The 20 Youngest Power Women In Africa 2014. In: forbes.com. 4. Dezember 2014, abgerufen am 24. Juli 2019 (englisch).
8. ↑  https://www.modernghana.com/news/593200/1/ashish-thakkar-sara-yeboah-cnn-pick-africa-youth-a.html abgerufen am 24. Juli 2019
9. ↑  https://www.linkedin.com/in/amiraelmissiry abgerufen am 24. Juli 2019
10. ↑  https://www.mipad.org/ abgerufen am 24. Juli 2019
11. ↑  https://www.zoominfo.com/p/Elisha-Sulai/1622960228 abgerufen am 24. Juli 2019

| Personendaten    | Personendaten                               |
| ---------------- | ------------------------------------------- |
| NAME             | Elmissiry, Amira                            |
| ALTERNATIVNAMEN  | Elmissiry-Sulai, Amira (vollständiger Name) |
| KURZBESCHREIBUNG | simbabwische Juristin und Bankmanagerin     |
| GEBURTSDATUM     | 1982                                        |
| GEBURTSORT       | Simbabwe                                    |